# Turuptiana lacipea
Turuptiana lacipea là một loài bướm đêm thuộc phân họ Arctiinae, họ Erebidae.